# 下蜀茶场
下蜀茶场是江苏省句容市人民政府农业委员会下属的一个国营农场，位于下蜀镇境内。
1954年，茶场建场。2006年《句容年鉴》指茶场拥有茶园面积为80公顷（1200亩），其中良种茶园26.67公顷（400亩）。2012年及之前，在国家统计局网站统计中，所在区域以句容市下蜀茶场之名列为句容市的一个类似乡级单位。